# Rodrigo de la Serna
Lionel Rodrigo de la Serna (Buenos Aires, 18 de abril de 1976) es un actor y músico argentino. Entre sus interpretaciones más destacadas se encuentran la de Alberto Granado —compañero de viaje del Che Guevara— en la película Diarios de motocicleta, el joven Ricardo en la serie Okupas, Tito en la película Inseparables, José María Lombardo en el unitario El Puntero, el libertador José de San Martín en Revolución: El cruce de los Andes, el papa Francisco en la película biográfica Llámame Francisco y el atracador Martin Barrote «Palermo» en la serie española de Netflix La casa de papel.

## Biografía
Creció en el barrio porteño de Belgrano. Desde pequeño se interesó por el teatro, y participaba en las obras del taller de su escuela. Cuando terminó el secundario ya trabajaba profesionalmente haciendo el infantil Bonicleta y la obra Nosferatu, de Griselda Gambaro.
En 1995 empezó su carrera televisiva en la serie Cibersix de Telefé, y luego en Naranja y media, también por ese canal. Posteriormente participó en ¿Son o se hacen?, del Canal 9. En 1999 entró en Pol-Ka, la conocida productora de Adrián Suar, para actuar en Campeones (su personaje se llamaba «Goyo») y en Calientes. También fue novio de Inés Estévez en Vulnerables, serie en la cual participó en los últimos cinco capítulos. En este mismo año realizó una pequeña participación en la película de Juan José Campanella El mismo amor, la misma lluvia. Sin embargo, De la Serna se hizo más conocido gracias a la miniserie Okupas (Canal 7), que contaba la vida de barrios marginales, y donde él era el protagonista.
También participó en el año 2000 en un par de capítulos del unitario con elenco rotativo Tiempo Final (Telefé). En este mismo año actuó en la película Nueces para el amor, de Alberto Lecchi, aunque sin tener un papel relevante. Al año siguiente fue protagonista del film Gallito ciego, junto con Gustavo Garzón. En el año 2003 volvió a la televisión para la miniserie Sol negro, donde fue protagonista junto al actor Carlos Belloso.
En 2004 alcanzó el reconocimiento internacional gracias a su interpretación de Alberto Granado en la película Diarios de motocicleta, cuya figura principal fue el actor mexicano Gael García Bernal como el mítico revolucionario Ernesto Che Guevara, antes de ser el Che. Por su papel en dicho film ganó un premio Cóndor de Plata al «Mejor actor protagónico» y un premio Independent Spirit como «Mejor actuación en debut». De la Serna ha afirmado ser pariente lejano del Che Guevara.
Durante 2005 participó en algunos capítulos del unitario con elenco rotativo Botines, emitido por Canal 13. Al año siguiente actuó en la aclamada película Crónica de una fuga, que se centra en el año 1977 y cuenta la historia real del arquero de fútbol Claudio Tamburrini, secuestrado durante la última dictadura militar argentina. Ese mismo año protagonizó la miniserie Hermanos y detectives (Telefé) junto con el pequeño Rodrigo Noya de tan solo 11 años como su medio hermano. Cada capítulo se centraba en un caso detectivesco diferente que debían resolver.
En 2007 participó en la película El Torcan, basada en la vida del cantor de tangos Luis Cardei, encarnando a Fontana, el guitarrista que acompañaba a Cardei en sus actuaciones en las cantinas. Junto a Osqui Guzmán (interpretando a Luis Cardei) graban el tango Viejo Baldío en vivo y este queda registrado en el film.
En 2011 obtuvo el premio Konex «Diploma al Mérito» como uno de los cinco mejores actores de cine de la década, ganó el premio Martín Fierro a «Mejor actor protagonista de unitario y/o miniserie» y actuó en el unitario de Pol-ka, El Puntero donde interpretó a Lombardo, la fuerza de choque de «El Gitano» (Julio Chávez) en el barrio y que se desvive por conseguir la aprobación de su referente político. Además está enamorado de «La Pochi» (Bárbara Lombardo). Se emitió por Canal 13, los días miércoles a las 23 hrs.
Protagonizó la obra de teatro Lluvia Constante en Paseo La Plaza junto al actor Joaquín Furriel. La obra fue reestrenada el 11 de enero de 2012. En ese año la obra fue seleccionada para representar a la Argentina en el Festival Iberoamericano de Teatro de Bogotá, que se celebró en marzo. También forma parte del grupo de tango llamado El Yotivenco (conventillo al revés), con el cual sacó un disco.
En 2016 protagonizó la miniserie biográfica sobre el papa Francisco, titulada Llámame Francisco.
En 2018 fue protagonista, junto a Luis Tosar, de la comedia Yucatán de Daniel Monzón. Además, fichó para la segunda temporada (tercera parte) de la aclamada serie La casa de papel (Netflix), que se estrenó en 2019 y en la que el actor dio vida al personaje «Palermo».

## Vida personal
Entre 1999 y 2010 fue pareja de la actriz Érica Rivas, a quien conoció en el set de la telenovela Campeones de la vida en 1999. Juntos son padres de la actriz Miranda de la Serna, nacida en 2001.
Entre 2016 y 2021 mantuvo una relación con Ludmila Romero, una periodista de Rosario, con la cual tuvo dos hijos: Olivia, nacida en 2019, y Estanislao, nacido en 2020.
En la actualidad reside en la localidad de Ingeniero Maschwitz, en el Gran Buenos Aires.

## Filmografía
| Año  | Título                            | Personaje                   | Director              |
| ---- | --------------------------------- | --------------------------- | --------------------- |
| 1999 | El mismo amor, la misma lluvia    | Micky                       | Juan José Campanella  |
| 2000 | Nueces para el amor               | Armando                     | Alberto Lecchi        |
| 2001 | Gallito ciego                     | Facundo Di Paolo            | Santiago Carlos Oves  |
| 2004 | Diarios de motocicleta            | Alberto Granado             | Walter Salles         |
| 2006 | Crónica de una fuga               | Claudio Tamburrini          | Israel Adrián Caetano |
| 2009 | Tetro                             | José                        | Francis Ford Coppola  |
| 2009 | El torcán                         | Fontana                     | Gabriel Arregui       |
| 2010 | Boca de fresa                     | Oscar                       | Jorge Zima            |
| 2011 | Revolución: El cruce de los Andes | José de San Martín          | Leandro Ipiña         |
| 2011 | Antes del estreno                 | Hernán                      | Santiago Giralt       |
| 2011 | Mía                               | Manuel                      | Javier Van de Couter  |
| 2015 | Llámame Francisco                 | joven Jorge Mario Bergoglio | Daniele Luchetti      |
| 2016 | Camino a La Paz                   | Sebastián                   | Francisco Varone      |
| 2016 | Cien años de perdón               | El uruguayo                 | Daniel Calparsoro     |
| 2016 | Inseparables                      | Tito                        | Marcos Carnevale      |
| 2018 | Yucatán                           | Clayderman                  | Daniel Monzón         |
| 2019 | Al acecho                         | Pablo Silva                 | Francisco D'Eufemia   |
| 2023 | El rapto                          | Julio Levy                  | Daniela Goggi         |

## Televisión
| Año       | Título                        | Personaje                     | Canal          | Notas                                                  |
| --------- | ----------------------------- | ----------------------------- | -------------- | ------------------------------------------------------ |
| 1996      | CyberSix                      | José                          | Telefe         | 8 episodios                                            |
| 1997      | Naranja y media               | Juan Sensato Gutiérrez        | Telefe         | 192 capítulos                                          |
| 1998      | ¿Son o se hacen?              | Gerónimo                      | Canal 9        | 139 episodios                                          |
| 1998      | Desesperadas por el aire      | Javier                        | Canal 13       | 1 episodio                                             |
| 1999      | Campeones de la vida          | Gregorio «Goyo»               | Canal 13       | 225 episodios                                          |
| 1999      | Vulnerables                   | Flavio Centurión              | Canal 13       | 1 episodio                                             |
| 2000      | Calientes                     | Leónidas Raimondo             | Canal 13       | 87 episodios                                           |
| 2000      | Okupas                        | Ricardo Riganti               | Canal 7        | 11 episodios                                           |
| 2001-2002 | Tiempo final                  | Yago                          | Telefe         | Episodio: «Broma pesada»                               |
| 2001-2002 | Tiempo final                  | Charlie                       | Telefe         | Episodio: «Huéspedes»                                  |
| 2001-2002 | Tiempo final                  | Gustavo                       | Telefe         | Episodio: «Malos socios»                               |
| 2003      | Sol negro                     | Ramiro Bustos                 | América TV     | 13 episodios                                           |
| 2004      | Un cortado, historias de café |                               | TV Pública     | 1 episodio                                             |
| 2005      | Botines                       | Músculo                       | Canal 13       | Episodio: «Los cuatro reyes magos»                     |
| 2005      | Botines                       | Ignacio                       | Canal 13       | Episodio: «Casino premium»                             |
| 2005      | Botines                       | Iván                          | Canal 13       | Episodio: «Lisy»                                       |
| 2005      | Botines                       | Areco                         | Canal 13       | Episodio: «Poliladrones»                               |
| 2006      | Hermanos y detectives         | Franco Montero                | Telefe         | 10 episodios                                           |
| 2007-2008 | Toca madera                   | Conductor                     | TV Pública     |                                                        |
| 2010      | Lo que el tiempo nos dejó     | Simón Radowitzky              | Telefe         | 1 episodio                                             |
| 2010-2011 | Contra las cuerdas            | Ezequiel Terrero              | TV Pública     | 60 episodios                                           |
| 2011      | El puntero                    | José María Lombardo           | Canal 13       | 39 episodios                                           |
| 2012-2013 | Tiempos compulsivos           | Esteban Solveyra              | Canal 13       | 27 episodios                                           |
| 2016      | Llámame Francisco             | Jorge Mario Bergoglio (joven) | Netflix        | 4 episodios. Estrenada en 2015 en formato de película. |
| 2016      | Conectad@s                    | Conductor                     | Encuentro      | 24 programas                                           |
| 2018      | El lobista                    | Matías Franco                 | Canal 13 / TNT | 12 episodios                                           |
| 2019-2021 | La casa de papel              | Martín Berrotti «Palermo»     | Netflix        | 26 episodios                                           |
| 2025      | Los sin nombre                | Salazar                       | Movistar Plus+ | 6 episodios                                            |

## Teatro
| Año        | Título           | Director                                       | Teatro            |
| ---------- | ---------------- | ---------------------------------------------- | ----------------- |
| 2011– 2012 | Lluvia constante | Javier Daulte                                  | Paseo La Plaza    |
| 2013       | Amadeus          | Javier Daulte                                  | Metropolitan Citi |
| 2019       | El Farmer        | Pompeyo Audivert (dramaturgo) y Andrés Mangone | La Comedia        |

## Videos musicales
| Año  | Título         | Director      | Artista(s)      |
| ---- | -------------- | ------------- | --------------- |
| 2010 | Boca de fresa  |               | La Mona Jiménez |
| 2012 | Nervio popular | Fernando Radl | El Chávez       |

## Apariciones
| Año  | Título                                 | Personaje    | Notas                     |
| ---- | -------------------------------------- | ------------ | ------------------------- |
| 2001 | Okupas: el fenómeno                    | Él mismo     | Especial de TV/Documental |
| 2004 | The Making of "The Motorcycle Diaries" | Él mismo     | DVD/Documental            |
| 2004 | Susana Giménez                         | Invitado     | Programa de televisión    |
| 2007 | Mañanas informales                     | Invitado     | Programa de televisión    |
| 2007 | Tocá madera                            | Conductor    | Programa de televisión    |
| 2011 | 6, 7, 8                                | Invitado     | Programa de televisión    |
| 2011 | ¿Qué fue de tu vida?                   | Entrevistado | Programa de televisión    |
| 2012 | Conectad@s                             | Presentador  | Programa de televisión    |
| 2016 | Aislados                               | Entrevistado | Programa de televisión    |

## Premios y nominaciones

### Premios de Cine
| Premios Goya | Premios Goya           | Premios Goya        | Premios Goya |
| Año          | Categoría              | Trabajo Nominado    | Resultado    |
| ------------ | ---------------------- | ------------------- | ------------ |
| 2017         | Mejor actor revelación | Cien años de perdón | Nominado     |

| Premios BAFTA | Premios BAFTA          | Premios BAFTA          | Premios BAFTA |
| Año           | Categoría              | Trabajo Nominado       | Resultado     |
| ------------- | ---------------------- | ---------------------- | ------------- |
| 2005          | Mejor actor de reparto | Diarios de motocicleta | Nominado      |

| Premios Independent Spirit | Premios Independent Spirit | Premios Independent Spirit | Premios Independent Spirit |
| Año                        | Categoría                  | Trabajo Nominado           | Resultado                  |
| -------------------------- | -------------------------- | -------------------------- | -------------------------- |
| 2005                       | Mejor primera actuación    | Diarios de motocicleta     | Ganador                    |

| Premios Cóndor de Plata | Premios Cóndor de Plata | Premios Cóndor de Plata | Premios Cóndor de Plata |
| Año                     | Categoría               | Trabajo Nominado        | Resultado               |
| ----------------------- | ----------------------- | ----------------------- | ----------------------- |
| 2002                    | Revelación masculina    | Gallito ciego           | Ganador                 |
| 2005                    | Mejor actor             | Diarios de motocicleta  | Ganador                 |
| 2007                    | Mejor actor             | Crónica de una fuga     | Nominado                |
| 2017                    | Mejor actor             | Camino a La Paz         | Nominado                |

| Premios Sur | Premios Sur | Premios Sur                       | Premios Sur |
| Año         | Categoría   | Trabajo Nominado                  | Resultado   |
| ----------- | ----------- | --------------------------------- | ----------- |
| 2006        | Mejor actor | Crónica de una fuga               | Nominado    |
| 2011        | Mejor actor | Revolución: El cruce de los Andes | Nominado    |
| 2016        | Mejor actor | Camino a La Paz                   | Nominado    |

| Premios Clarín | Premios Clarín      | Premios Clarín         | Premios Clarín |
| Año            | Categoría           | Trabajo Nominado       | Resultado      |
| -------------- | ------------------- | ---------------------- | -------------- |
| 2004           | Mejor actor de Cine | Diarios de motocicleta | Ganador        |
| 2006           | Mejor actor de Cine | Crónica de una fuga    | Nominado       |

### Premios de Televisión
| Premios Martín Fierro | Premios Martín Fierro                 | Premios Martín Fierro     | Premios Martín Fierro |
| Año                   | Categoría                             | Trabajo Nominado          | Resultado             |
| --------------------- | ------------------------------------- | ------------------------- | --------------------- |
| 2001                  | Mejor actor de unitario y/o miniserie | Okupas                    | Nominado              |
| 2004                  | Mejor actor de unitario y/o miniserie | Sol negro                 | Ganador               |
| 2006                  | Mejor actor de unitario y/o miniserie | Botines                   | Nominado              |
| 2007                  | Mejor actor de unitario y/o miniserie | Hermanos y detectives     | Ganador               |
| 2011                  | Mejor actor de unitario y/o miniserie | Lo que el tiempo nos dejó | Ganador               |
| 2012                  | Mejor actor de unitario y/o miniserie | El Puntero                | Nominado              |
| 2013                  | Mejor actor de unitario y/o miniserie | Tiempos compulsivos       | Nominado              |

| Premios Tato | Premios Tato            | Premios Tato        | Premios Tato |
| Año          | Categoría               | Trabajo Nominado    | Resultado    |
| ------------ | ----------------------- | ------------------- | ------------ |
| 2011         | Mejor actor protagónico | El Puntero          | Ganador      |
| 2012         | Mejor actor de unitario | Tiempos compulsivos | Nominado     |
| 2013         | Mejor actor en drama    | Tiempos compulsivos | Nominado     |

| Premios Clarín | Premios Clarín            | Premios Clarín        | Premios Clarín |
| Año            | Categoría                 | Trabajo Nominado      | Resultado      |
| -------------- | ------------------------- | --------------------- | -------------- |
| 2005           | Mejor actor de Televisión | Botines               | Ganador        |
| 2006           | Mejor actor de Televisión | Hermanos y detectives | Nominado       |

### Premios de Teatro
| Premios ACE | Premios ACE                      | Premios ACE      | Premios ACE |
| Año         | Categoría                        | Trabajo Nominado | Resultado   |
| ----------- | -------------------------------- | ---------------- | ----------- |
| 2012        | Mejor actor protagónico en drama | Lluvia constante | Nominado    |
| 2013        | Mejor actor protagónico en drama | Amadeus          | Nominado    |

| Premio Florencio | Premio Florencio | Premio Florencio | Premio Florencio |
| Año              | Categoría        | Trabajo Nominado | Resultado        |
| ---------------- | ---------------- | ---------------- | ---------------- |
| 2012             | Mejor actor      | Lluvia constante | Ganador          |

| Premio María Guerrero | Premio María Guerrero | Premio María Guerrero | Premio María Guerrero |
| Año                   | Categoría             | Trabajo Nominado      | Resultado             |
| --------------------- | --------------------- | --------------------- | --------------------- |
| 2012                  | Mejor actor           | Lluvia constante      | Nominado              |

| Premio Trinidad Guevara | Premio Trinidad Guevara | Premio Trinidad Guevara | Premio Trinidad Guevara |
| Año                     | Categoría               | Trabajo Nominado        | Resultado               |
| ----------------------- | ----------------------- | ----------------------- | ----------------------- |
| 2012                    | Mejor actor             | Lluvia constante        | Nominado                |